# Медісон-авеню
Медісон-авеню (англ. Madison Avenue) — вулиця на Мангеттені в районі Мідтаун. Медісон-авеню є вулицею з одностороннім рухом. Вона пролягає на північ від 23-ї вулиці, у бік Бронкса, з яким з'єднана однойменною мостом. На ділянці між 23-ю та 26-ю вулицями, є східним кордоном площі Медісон-сквер, яка названа, як і сама вулиця, на честь четвертого президента США Джеймса Медісона.

## Історія

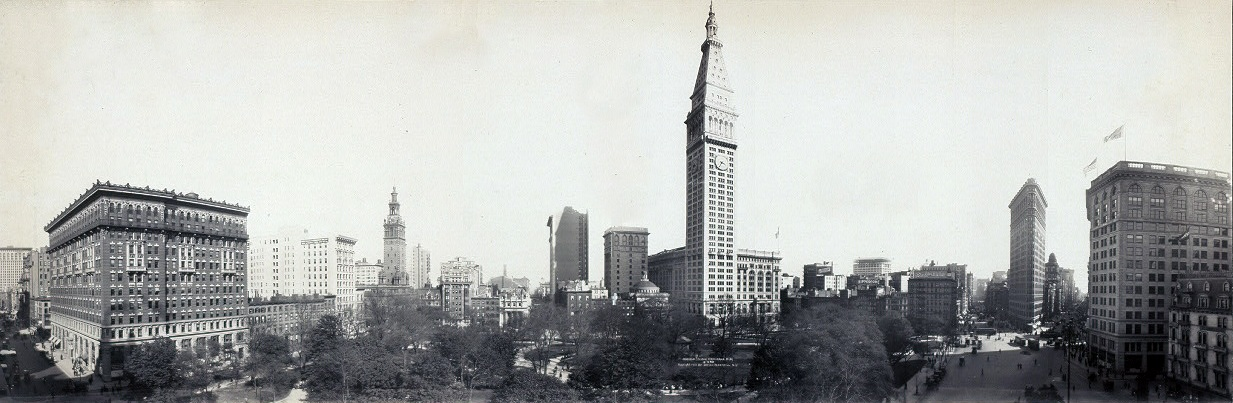
Медісон-сквер на Медісон-авеню 1907 рік

Вулиця була прокладена 1836 року паралельно до Четвертої (тепер Парк-авеню, один квартал схід) та П'ятої авеню (один квартал на захід). На відміну від них, Медісон-авеню ніколи не мала числового позначення, оскільки разом з Лексінгтон авеню, не була частиною регулярного плану Мангеттена, складеного 1811 року. Разом з Лексінгтон-авеню вулиця була прокладена під тиском одного з місцевих девелоперів Семюела Раглса.
У XIX—XX століттях на Медісон-авеню розташовувалися офіси великих рекламних агентств США, тож назва вулиці стала прозивною на означення американської рекламної індустрії.
Подібно до сусідньої П'ятої авеню, Медісон-авеню відома своїми фешенебельними магазинами, особливо на ділянці між 57-ю та 85-ю вулицями. На Медісон-сквер, на який виходить авеню з півдня, знаходяться відомі хмарочоси початку XX століття Флетайрон-білдінг та Нью-Йорк-лайф-білдінг.